# Prima Categoria Calabria 1969-1970
Nella stagione 1969-1970 la Prima Categoria era il 5º livello del calcio italiano. Il campionato è strutturato su vari gironi all'italiana su base regionale.
Nella stagione 1969-1970 solo in Piemonte, Lombardia, Liguria, Friuli-Venezia Giulia, Toscana, Marche, Lazio, Campania e Sardegna fu giocato il campionato di Promozione. Nelle altre regioni, come massimo torneo locale, nella stessa stagione fu giocato il campionato di Prima Categoria.In Sardegna si giocò sia il campionato di promozione che di Prima Categoria, con quest'ultima suddivisa in due gironi, Nord e Sud.

## Calabria

### Girone A

#### Squadre partecipanti
| Squadra                    | Città (provincia)          | Stagione precedente |
| -------------------------- | -------------------------- | ------------------- |
| S.S. Acri                  | Acri (CS)                  |                     |
| A.S. Belvedere             | Belvedere Marittimo (CS)   |                     |
| Bobina Nicastro            | Lamezia Terme (CZ)         |                     |
| Soc. La Sportiva Cariatese | Cariati Marina (CS)        |                     |
| A.C. Cetraro               | Cetraro (CS)               |                     |
| U.S. Cutro                 | Cutro (CZ)                 |                     |
| A.C. Emilio Morrone        | Cosenza                    |                     |
| A.S. Luzzese               | Luzzi (CS)                 |                     |
| S.S. Matteotti             | San Fili (CS)              |                     |
| U.S. Morano                | Morano Calabro (CS)        |                     |
| U.S. Paolana               | Paola (CS)                 |                     |
| Pol. Rossanese             | Rossano (CS)               |                     |
| Pol. Sandemetrese          | San Demetrio Corone (CS)   |                     |
| S.S. La Silana             | San Giovanni in Fiore (CS) |                     |
| U.S. Soverato              | Soverato (CZ)              |                     |
| S.S. Trebisacce            | Trebisacce (CS)            |                     |

#### Classifica finale
|  | Pos. | Squadra               | Pt | G  | V  | N  | P  | GF | GS | DR  |
|  | ---- | --------------------- | -- | -- | -- | -- | -- | -- | -- | --- |
|  | 1.   | Morrone Cosenza       | 47 | 30 | 20 | 7  | 3  | 61 | 23 | +38 |
|  | 2.   | Paolana               | 42 | 30 | 17 | 8  | 5  | 57 | 18 | +39 |
|  | 2.   | Trebisacce            | 42 | 30 | 16 | 10 | 4  | 49 | 20 | +29 |
|  | 2.   | Silana                | 42 | 30 | 15 | 12 | 3  | 46 | 26 | +20 |
|  | 5.   | Soverato              | 39 | 30 | 16 | 7  | 7  | 64 | 29 | +35 |
|  | 6.   | Cutro                 | 36 | 30 | 14 | 8  | 8  | 47 | 29 | +18 |
|  | 7.   | Cetraro               | 33 | 30 | 11 | 11 | 8  | 39 | 28 | +11 |
|  | 8.   | La Sportiva Cariatese | 31 | 30 | 11 | 9  | 10 | 46 | 34 | +12 |
|  | 9.   | Rossanese             | 30 | 30 | 11 | 8  | 11 | 53 | 46 | +7  |
|  | 10.  | Morano                | 26 | 30 | 10 | 6  | 14 | 36 | 31 | +5  |
|  | 10.  | Matteotti             | 26 | 30 | 10 | 6  | 14 | 42 | 48 | -6  |
|  | 12.  | Belvedere             | 25 | 30 | 9  | 7  | 14 | 47 | 53 | -6  |
|  | 13.  | Acri                  | 24 | 30 | 7  | 10 | 13 | 31 | 51 | -20 |
|  | 14.  | Bobina Nicastro       | 17 | 30 | 5  | 7  | 18 | 25 | 50 | -25 |
|  | 15.  | Sandemetrese (-1)     | 11 | 30 | 6  | 0  | 24 | 22 | 99 | -77 |
|  | 16.  | Luzzese               | 8  | 30 | 1  | 6  | 23 | 17 | 88 | -69 |

Legenda:
      Ammesso allo spareggio promozione.
      Retrocesso in Prima Categoria 1970-1971.
Regolamento:
Due punti a vittoria, uno a pareggio, zero a sconfitta.
Pari merito in caso di pari punti.
Note:
Sandemetrese ha scontato 1 punto di penalizzazione in classifica per una rinuncia.
- Le squadre classificate dalla 2ª alla 6ª posizione, sono ammesse alla Promozione regionale.

### Girone B

#### Squadre partecipanti
| Squadra             | Città (provincia)       | Stagione precedente |
| ------------------- | ----------------------- | ------------------- |
| G.S. Amatori Calcio | Gioia Tauro (RC)        |                     |
| A.S. Bovalinese     | Bovalino (RC)           |                     |
| A.S. Catona         | Reggio Calabria         |                     |
| A.C. Gioiese        | Gioia Tauro (RC)        |                     |
| U.S. Gioiosa Jonica | Gioiosa Jonica (RC)     |                     |
| A.C. Juventus Locri | Locri (RC)              |                     |
| A.S. Nicotera       | Nicotera (CZ)           |                     |
| S.S. Nuova Vibonese | Vibo Valentia (CZ)      |                     |
| U.S. Palmese        | Palmi (RC)              |                     |
| S.S. Polistena      | Polistena (RC)          |                     |
| U.S. Pro Pellaro    | Reggio Calabria         |                     |
| S.S. Roccella       | Roccella Jonica (RC)    |                     |
| U.S. Santa Caterina | Reggio Calabria         |                     |
| Tremulini           | Reggio Calabria         |                     |
| S.S. Tropea         | Tropea (CZ)             |                     |
| U.S. Villese        | Villa San Giovanni (RC) |                     |

#### Classifica finale
|  | Pos. | Squadra             | Pt | G  | V  | N  | P  | GF | GS | DR  |
|  | ---- | ------------------- | -- | -- | -- | -- | -- | -- | -- | --- |
|  | 1.   | Juventus Locri      | 45 | 30 | 19 | 7  | 4  | 44 | 24 | +20 |
|  | 2.   | Nuova Vibonese      | 41 | 30 | 18 | 5  | 7  | 47 | 21 | +26 |
|  | 3.   | Palmese             | 39 | 30 | 16 | 7  | 7  | 67 | 30 | +37 |
|  | 3.   | Roccella            | 39 | 30 | 13 | 13 | 4  | 45 | 24 | +21 |
|  | 5.   | Pro Pellaro         | 37 | 30 | 12 | 13 | 5  | 48 | 31 | +17 |
|  | 6.   | Polistena           | 36 | 30 | 14 | 8  | 8  | 43 | 27 | +16 |
|  | 7.   | Amatori Calcio      | 35 | 30 | 13 | 9  | 8  | 42 | 20 | +22 |
|  | 8.   | Gioiese             | 34 | 30 | 12 | 10 | 8  | 36 | 28 | +8  |
|  | 9.   | Villese             | 31 | 30 | 11 | 9  | 10 | 35 | 43 | -8  |
|  | 10.  | Santa Caterina (-1) | 30 | 30 | 12 | 7  | 11 | 33 | 31 | +2  |
|  | 11.  | Nicotera            | 26 | 30 | 11 | 4  | 15 | 37 | 53 | -16 |
|  | 12.  | Tremulini           | 24 | 30 | 8  | 8  | 14 | 29 | 46 | -17 |
|  | 13.  | Bovalinese (-1)     | 18 | 30 | 5  | 9  | 16 | 29 | 50 | -21 |
|  | 14.  | Gioiosa Jonica      | 16 | 30 | 6  | 4  | 20 | 30 | 69 | -39 |
|  | 15.  | Tropea              | 15 | 30 | 4  | 7  | 19 | 22 | 54 | -32 |
|  | 16.  | Catona              | 12 | 30 | 1  | 10 | 19 | 21 | 57 | -36 |

Legenda:
      Ammesso allo spareggio promozione.
      Retrocesso in Prima Categoria 1970-1971.
Regolamento:
Due punti a vittoria, uno a pareggio, zero a sconfitta.
Pari merito in caso di pari punti.
Note:
Santa Caterina e Bovalinese hanno scontato 1 punto di penalizzazione in classifica per una rinuncia.
- Le squadre classificate dalla 2ª alla 6ª posizione, sono ammesse alla Promozione regionale.

#### Spareggi per l'ammissione alla Serie D
|                 | Risultato |                 | Luogo e data        |
| --------------- | --------- | --------------- | ------------------- |
| Locri           | 1 - 1     | Morrone Cosenza | Locri, ?? ?? 1970   |
|                 |           |                 |                     |
| Morrone Cosenza | 2 - 0     | Locri           | Cosenza, ?? ?? 1970 |
|                 |           |                 |                     |

- Emilio Morrone promosso in Serie D 1970-1971.